# Abisara lunula
Abisara lunula är en fjärilsart som beskrevs av Abel Dufrane 1945. Abisara lunula ingår i släktet Abisara och familjen Riodinidae. Inga underarter finns listade i Catalogue of Life.